# Malayemys
Malayemys – rodzaj żółwi z rodziny batagurowatych (Geoemydidae).

## Zasięg występowania
Rodzaj obejmuje gatunki występujące w południowo-wschodniej Azji (Laos, Wietnam, Kambodża, Tajlandia i Malezja). 

## Systematyka

### Etymologia
- Damonia: etymologia nieznana, J.E. Gray nie wyjaśnił znaczenia nazwy rodzajowej[3]. Młodszy homonim Damonia Robineau-Desvoidy, 1847 (Diptera).
- Malayemys: Malaje; εμυς emus, εμυδος emudos „żółw wodny”[6][2]. Nazwa zastępcza dla Damonia J.E. Gray, 1869.

### Podział systematyczny
Do rodzaju należą następujące gatunki: 
- Malayemys khoratensis Ihlow, Vamberger, Flecks, Hartmann, Cota, Makchai, Meewattana, Dawson, Kheng, Rödder & Fritz, 2016
- Malayemys macrocephala (J.E. Gray, 1859)
- Malayemys subtrijuga (Schlegel & Müller, 1845) – żółw ślimakożerny[7]